# Anson Mount
Anson Mount, né le 25 février 1973 à Arlington Heights (Illinois), est un acteur américain principalement connu pour son rôle dans la série Hell on Wheels où il incarne le personnage de Cullen Bohannon.

## Biographie
Anson Adams Mount, quatrième du nom, est le fils de Nancy Smith, une ancienne golfeuse professionnelle et de Anson Adams Mount II. Il a deux sœurs et un frère (Anson Adams Mount III...) que son père a eu d'un précédent mariage. 
Anson Mount étudie à l'université Columbia où il passe en 1998 son Master of Arts.

## Rôles marquants
Anson Mount s'est d'abord fait connaître à travers son rôle dans le film Crossroads de 2002 où son personnage, Ben, séduit Lucy, personnage joué par Britney Spears. Ce film reçoit toutefois une très mauvaise critique à sa sortie et Mount reçoit avec Spears un Golden Raspberry Award dans la catégorie du "Pire couple à l'écran".
Il a également participé à la série Conviction, diffusée en France durant l'année 2006.
Il s'est particulièrement illustré à la télévision dans la série Hell on Wheels. Il y incarne depuis 2011 le rôle de Cullen Bohannon, un ancien soldat confédéré en quête de vengeance qui sera amené à s'engager sur le chantier du chemin de fer transcontinental et y deviendra contremaître, puis responsable de la sécurité. Ce personnage serait librement inspiré de la vie de John S. Casement.
En 2017, Anson Mount rejoint le casting de la série télévisée Inhumans, liée à l'univers cinématographique Marvel. Il y interprète Blackagar Boltagon / Flèche Noire, roi des Inhumains à la voix destructrice et donc forcé à garder le silence. Pour le rôle, il travaille à construire une  langue des signes personnelle. Il est invité à reprendre son rôle par Sam Raimi dans le même rôle mais dans un variant de lui au sein de l’équipe des Illuminati d'un univers parallèle dans Doctor Strange in the Multiverse of Madness . 
En 2019, il rejoint la distribution principale de la deuxième saison de la série Star Trek: Discovery, dans laquelle il incarne le Capitaine Christopher Pike, commandant de l'Enterprise. Il sera au centre du spin-off Star Trek: Strange New Worlds prévu pour 2022

## Filmographie

### Cinéma
- 2000 : Les Initiés (Boiler Room) : Broker
- 2000 : Tully : Tully Coates Jr
- 2000 : Urban Legend 2 : Coup de grâce (Urban Legends: Final Cut) : Toby
- 2002 : Crossroads : Ben
- 2002 : Poolhall Junkies : Chris
- 2002 : Père et flic : Dave Simon
- 2003 : The Battle of Shaker Heights (en) d'Efram Potelle (en) et Kyle Rankin : Miner Weber
- 2004 : The Warrior Class : Alec Brno
- 2006 : Tous les garçons aiment Mandy Lane : Garth
- 2010 : Last Night : Andy
- 2011 : Chiens de paille (Straw Dogs) : Stan Milkens
- 2012 : Hick : Nick
- 2012 : Safe, de Boaz Yakin : Alex Rosen
- 2013 : Non-Stop de Jaume Collet-Serra
- 2014 : Supremacy : Sobecki
- 2014 : L'Affaire Monet (The Forger) de Philip Martin
- 2015 : Visions de Kevin Greutert
- 2016 : Mr. Right  ( Le bon gars )de Paco Cabezas : Richard Cartigan
- 2021 : Le Virtuose (The Virtuoso) de Nick Stagliano : le Virtuose
- 2022 : Doctor Strange in the Multiverse of Madness de Sam Raimi : Flèche noire[2]

### Télévision
- 1999 : Ally McBeal (Deuxième saison, épisode 17) : Kevin Wah
- 2003 : Line of Fire : Roy Ravelle
- 2003 : Smallville : Paul Hayden
- 2004 : La Famille Carver (The Mountain) : Will Carver
- 2005 : Lost : Les Disparus : Kevin, Deuxième saison, épisode 1
- 2006 : Conviction : James « Jim » Steele
- 2008 : La Fin du rêve (The Two Mr. Kissels) : Robert Kissel
- 2009 : Dollhouse : Vitas, saison 1, épisode 4
- 2011 - 2016 : Hell on Wheels : L'Enfer de l'Ouest (Hell on Wheels) : Cullen Bohannon
- 2012 : Seal Team 6: The Raid on Osama Bin Laden de John Stockwell : Cherry
- 2017 : Marvel's Inhumans : Black Bolt
- 2019 : Star Trek: Discovery de  Bryan Fuller et Alex Kurtzman : Christopher Pike
- 2022 : Star Trek: Strange New Worlds (série TV) : Christopher Pike